# Flora Boreali-Americana
Flora Boreali-Americana (abreviado Fl. Bor.-Amer.) es un libro de botánica con dos volúmenes, escrito en el año 1840 por William Jackson Hooker, donde describe las plantas sobre las recolectas botánicas en la Norteamérica Británica del viaje de Sir John Franklin